# NGC 7556
NGC 7556 је елиптична галаксија у сазвежђу Рибе која се налази на NGC листи објеката дубоког неба.
Деклинација објекта је - 2° 22' 53" а ректасцензија 23h 15m 44,4s. Привидна величина (магнитуда) објекта NGC 7556 износи 12,7 а фотографска магнитуда 13,7. NGC 7556 је још познат и под ознакама MCG -1-59-9, PGC 70855.